# Megaselia lutella
Megaselia lutella är en tvåvingeart som beskrevs av Schmitz 1929. Megaselia lutella ingår i släktet Megaselia och familjen puckelflugor.
Artens utbredningsområde är Egypten. Inga underarter finns listade i Catalogue of Life.